# Дідківський Анатолій Олександрович
Анатолій Олександрович Дідківський (нар. 1 січня 1950, с. Долинівка, Брусилівський район, Житомирська область) — український суддя. У листопаді 2005 року VII з'їздом суддів обраний суддею Конституційного Суду України.
Присягу склав 4 серпня 2006 року.

## Життєпис

### Освіта
Закінчив Київський будівельний технікум транспортного будівництва (1969). Проходив строкову військову службу.
Закінчив юридичний факультет Київського державного університету імені Тараса Шевченка (1976).

### Трудова діяльність
- Працював суддею Дарницького районного народного суду м. Києва.
- 1985–1987 — суддя Київського міського суду.
- 1987 — обраний суддею Верховного Суду України[3].
- З 2003 — голова Судової палати у цивільних справах Верховного Суду України[4].

Припинив повноваження судді 9 вересня 2010 року.

## Нагороди
- Почесна грамота Верховної Ради України
- Заслужений юрист України (1999)[5]
- Орден «За заслуги» III ступеня (2006)[6]
- Орден князя Ярослава Мудрого V ступеня (2009)[7]